# (2353) Alva
(2353) Alva ist ein Asteroid des Hauptgürtels, der am 27. Oktober 1975 vom Schweizer Astronomen Paul Wild, vom Observatorium Zimmerwald der Universität Bern aus, entdeckt wurde.
Benannt ist der Asteroid nach einer ehemaligen Freundin des Entdeckers.